# Benferri
Benferri es un municipio de la Comunidad Valenciana, España. Situado en el suroeste de la provincia de Alicante, en la comarca de la Vega Baja del Segura. Cuenta con una población de 2053 habitantes (INE 2024). Se trata de un municipio hispanófono, en el que el español cuenta con el predominio lingüístico a nivel legal.

## Geografía
La localidad se encuentra en la huerta de Orihuela, en un terreno llano drenado por la rambla de Abanilla. 

### Cómo Llegar
Tiene salida directa a la autovía de Alicante-Murcia y Murcia-Alicante 
Benferri se halla a 30 minutos de distancia de los aeropuertos de Alicante (El Altet) y Murcia (San Javier), respectivamente. Contando ambos con los servicios de las principales agencias de alquiler de coches.
Conectada a la red europea a través de la autopista A-7 y la autovía Alicante-Murcia (salida 81), y con el resto de España a través de la autovía Madrid-Alicante.

### Localidades limítrofes
Su término municipal limita con los municipios de  alicantinos de Orihuela, Redován y Granja de Rocamora, y con Abanilla, de la limítrofe provincia de Murcia,

## Historia
De origen musulmán, Benferri formó parte del antiguo latifundio de secano adquirido a mediados del siglo XIII por la familia Rocamora, antecesores de los marqueses de Rafal, permaneciendo bajo el dominio de los linajes sucesores de la Casa de Rocamora hasta el siglo XIX, momento en que la Constitución de 1812 abolió los señoríos, produciéndose el traspaso de la tierra a los descendientes de los antiguos colonos. A partir de 1920, Benferri volvería a las manos de la nobleza, esta vez como una baronía.
La historia de este pueblo de Alicante, se remonta al tiempo de las Guerras púnicas entre cartagineses y romanos.
En esta época aún no había nada edificado ni construido en la zona. El lugar del emplazamiento del pueblo fue testigo de muchas escaramuzas entre ambos bandos. Ya en tiempos de la conquista musulmana, el campo de la Matanza (en la actualidad pedanía de Orihuela), próximo a donde se sitúa hoy el pueblo, fue el escenario de una batalla entre el noble visigodo Teodomiro y los musulmanes, siendo frenados estos últimos en su avance, lo que produjo en el año 713 una capitulación honrosa para Teodomiro, por la cual mantenía la autonomía de su territorio a cambio de un tributo, durando este reducto de la Hispanidad Gótica hasta el siglo IX.
Años después una pastora de la zona dijo ser testigo de una aparición, al ver que ardía una encina sin quemarse, y en cuyo trinco se manifestó la Virgen María, la Virgen de los Remedios o del Encinar (que es en estos días la patrona de la citada pedanía, y no la de Benferri, cuyo patrón es San Jerónimo, quién comparte el patronato con la Virgen del Rosario). 
En el año 768, los musulmanes se apoderaban de Orihuela y su comarca durante 747 años. Con la conquista de la región llegaron los avances tecnológicos árabes, sus muros de contención, norias, presas, acequias y cultivos. El terreno cultivado aumentó y mejoró el rendimiento de las cosechas, permitiendo así que de las barracas y alquerías que poblaban la zona, surgieran los pueblos de Redován, Cox, Almoradí y Benferri, que es, por tanto, uno de los pueblos que se originaron en la península ibérica tras la expansión árabe. Benferri, o Beniferri (Partida de Ferri), son términos indicativos en lengua árabe de que la posesión de estas tierras estaba, en el momento de la fundación del pueblo, en manos del líder de una de las partidas que se asentaron en estas tierras. Durante este tiempo Benferri era poco más que una torre, aunque la tierra circundante estaba cultivada de viñas y olivares muy productivos. Cuando el frente de la Reconquista llegó a tierras de Alicante, la comarca fue atacada numerosas veces por la resistencia árabe, pues pasado el campo de la Matanza el primer pueblo a saquear era Benferri. 
La Reconquista sobrevino a las tierras de la comarca de Orihuela en el año 1242, de la mano del rey castellano Fernando III «el Santo». Sin embargo, tras el tratado de Almizra, entre las coronas de Castilla y Aragón, Orihuela y sus tierras aledañas pasaron a ser propiedad de los reyes aragoneses. Desde entonces, Benferri estuvo relacionado con la familia Rocamora, que tras acompañar a Jaime I de Aragón en su campaña de reconquista valenciana, obtuvo en recompensa estas tierras por los servicios prestados en la guerra. En 1464, Juan Rocamora compró la heredad y torre de Rocamora, siendo ésta la que constituirá el núcleo del futuro vínculo y el señorío. En 1494 el lugar no era más que una torre en torno a la cual, Don Jaime de Rocamora y posteriormente su hijo Jerónimo, iniciaron la construcción de casas para ser habitadas por colonos. En 1619, alcanzadas las quince casas necesarias, se obtiene la jurisdicción alfonsina constituyéndose como municipio con personalidad jurídica pero dentro del término de Orihuela, de cuya jurisdicción se independiza en 1622 bajo el dominio de Jaime de Rocamora. Ese mismo año tiene lugar la construcción de la iglesia parroquial de San Jerónimo.
En estas fechas el consejo ordenó la limpieza de la Balsa de Benferri, un embalse árabe del que no quedan restos.
En 1622 se erigió, por mediación de la familia Rocamora, la nueva parroquia dedicada a San Jerónimo de estilo renacentista tardío. En 1639 muere Jerónimo de Rocamora. Su primogénito, Nicolás, recibe el señorío de Benferri establecido a mediados del siglo XV y su otro hijo, Gaspar, el marquesado de Rafal y la baronía de Puebla de Rocamora. Ambos territorios volverían a unirse en el siglo XVIII más lo que iba a pasar a ser el condado de Granja de Rocamora, constituyendo todo ello el señorío territorial del Marqués de Rafal. 
A causa de la gran peste que asoló la región en 1648, se genera un estancamiento demográfico y un retroceso del área cultivada. Aun así, roturaciones en las tierras de Benferri y en la Matanza no llegaron a paralizarse. El descenso demográfico se manifiesta en los datos estadísticos disponibles, según los cuales, en 1712, la población era de 22 habitantes. Después tuvo lugar una repoblación, de manera que en 1769 eran 544 vecinos. 
A finales del siglo XVII los jesuitas toman posesión de algunas tierras del pueblo, al heredar de Doña María Valenzuela, Marquesa de Rafal, una heredad de huertas y otras dos fincas en el campo de Salinas. Todo ello a condición de que la orden abriese una casa-colegio en Orihuela. Los jesuitas aceptaron y tomaron posesión de sus nuevas tierras el 21 de mayo de 1695. El padrón de 1735 señalaba que ninguno de los vecinos de Benferri era propietario, por ser todas las haciendas propias de D. Francisco Rocamora. Durante el siglo XVIII, cabe destacar el contencioso que mantuvieron los jesuitas con la familia Rocamora por las rentas que producían esas fincas.
En 1828 se registran unas 98 casas de un solo piso por lo regular, exceptuando tres o cuatro las cuales forman tres calles empedrar con una plaza espaciosa. El terreno participa generalmente de cultivos de secano con plantaciones de olivos y algunas higueras, regándose únicamente con agua procedente de las avenidas de la rambla de Abanilla. Las producciones son trigo, cebada, aceite, higos, sosa y barrilla. Otros eventos del siglo XIX que merecen mención especial son: El encuentro, en 1837, durante la primera Guerra Carlista, sin llegar a enfrentarse, de los carlistas, al mando de Forcadell, e isabelinos, a las órdenes del coronel Hidalgo. Y, el segundo, el terremoto que casi destruyó la ciudad de Orihuela, sin afectar a Benferri.
Actualmente, existe el título nobiliario de Barón de la Puebla de Benferri, que lo ostenta en la actualidad el Conde de Vía Manuel, Carlos Pardo-Manuel de Villena y Verástegui.

## Geografía humana

### Demografía
Cuenta con una población de 2053 habitantes (INE 2024).
| Gráfica de evolución demográfica de Benferri entre 1842 y 2021                                                        |
| |
| Población de derecho según los censos de población del INE. Población de hecho según los censos de población del INE. |

| 915 | 936 | 896 | 899 | 981 | 1041 | 1016 | 894 | 909 | 949 | 1055 | 1493 | 1601 | 1746 | 1927 |

### Economía
Basada tradicionalmente en la agricultura.

## Política
| RESULTADO DE LAS ELECCIONES MUNICIPALES DE BENFERRI, 28 de mayo 2023 |                     |            |                 |                     |
| Partido político                                                     | Candidato           | Concejales | Número de votos | Porcentaje de votos |
| Partit Socialista del País Valencià (PSPV-PSOE)                      | Luis Vicente Mateo  | 5          | 703             | 59,47 %             |
| Partido Popular de la Comunidad Valenciana (PPCV)                    | José Manuel Guillén | 4          | 470             | 39,76 %             |

| Periodo   | Nombre                  | Partido   |
| --------- | ----------------------- | --------- |
| 1979-1983 | Pedro García Guillen    | PSPV-PSOE |
| 1983-1987 | José Cutillas Sarmiento | PSPV-PSOE |
| 1987-1991 | José Cutillas Sarmiento | PSPV-PSOE |
| 1991-1995 | José Cutillas Sarmiento | PSPV-PSOE |
| 1995-1999 | José Cutillas Sarmiento | PSPV-PSOE |
| 1999-2003 | Luis Vicente Mateo      | PSPV-PSOE |
| 2003-2007 | Luis Vicente Mateo      | PSPV-PSOE |
| 2007-2011 | Luis Vicente Mateo      | PSPV-PSOE |
| 2011-2015 | Luis Vicente Mateo      | PSPV-PSOE |
| 2015-2019 | Luis Vicente Mateo      | PSPV-PSOE |
| 2019-2023 | Luis Vicente Mateo      | PSPV-PSOE |
| 2023-act. | Luis Vicente Mateo      | PSPV-PSOE |

## Monumentos y lugares de interés
- Iglesia Parroquial. Dedicada a San Jerónimo. Edificio de interés arquitectónico.

Lo más destacado en la actualidad del patrimonio histórico de Benferri es la Parroquia de San Jerónimo, construida en 1622, de un estilo renacentista tardío. La Iglesia consta de tres naves, una central y dos laterales, que se juntas cerca del Altar Mayor acabando con una cúpula adornada con diferentes pechinas a los lados. Destaca del conjunto una pequeña torre con vidrieras que iluminan el centro de la Iglesia

## Galería fotográfica

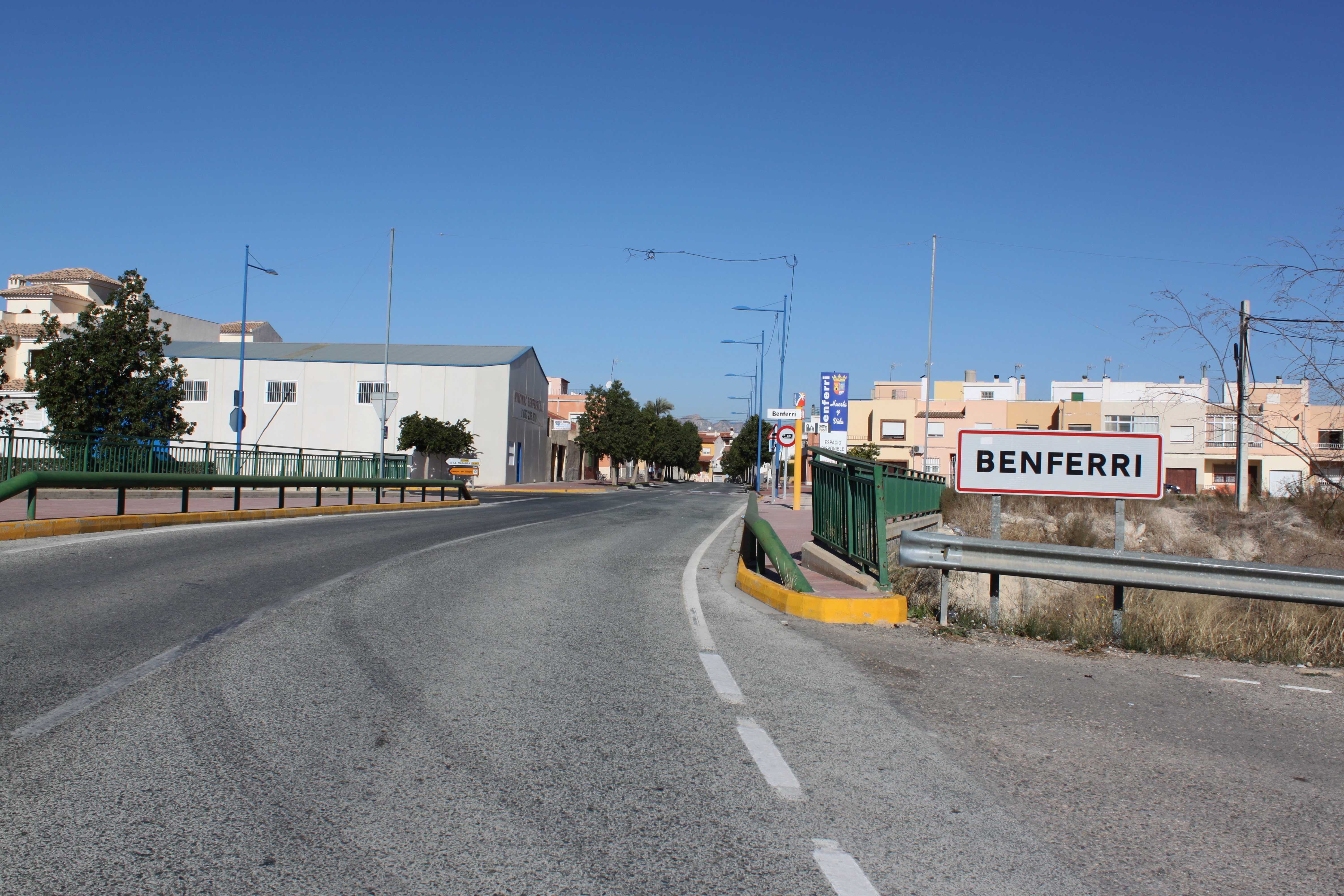
Acceso
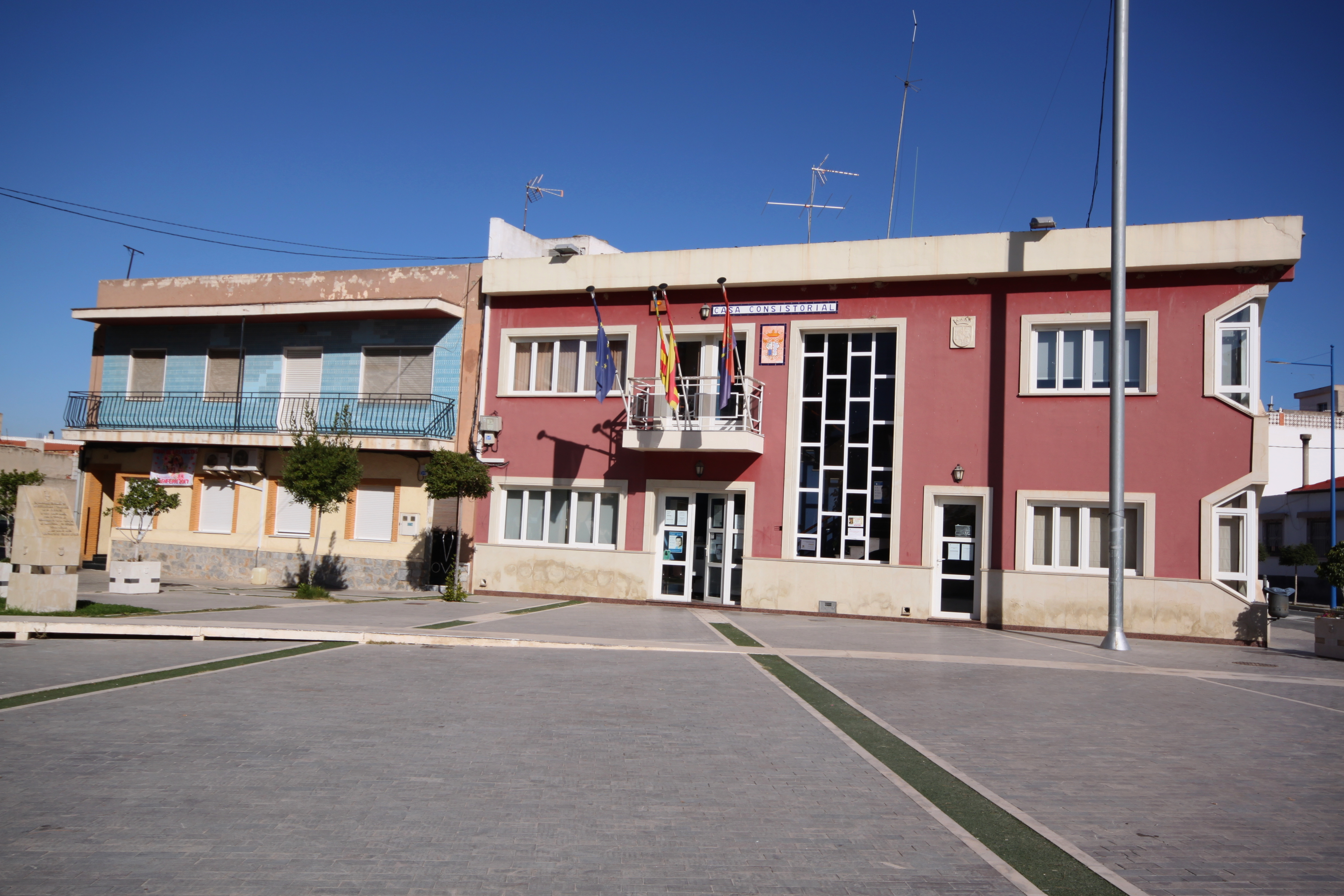
Casa Consistorial
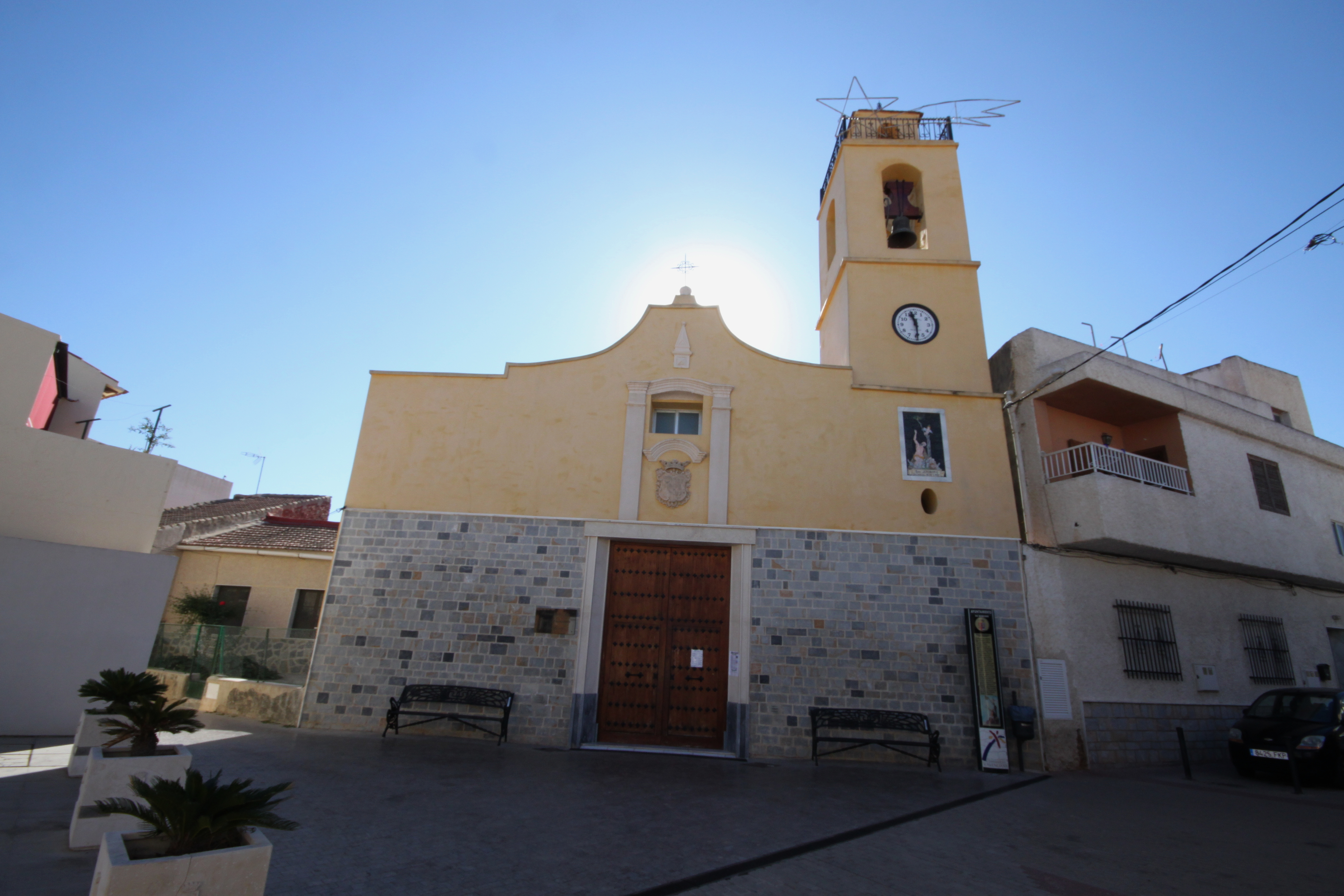
Iglesia de San Jerónimo
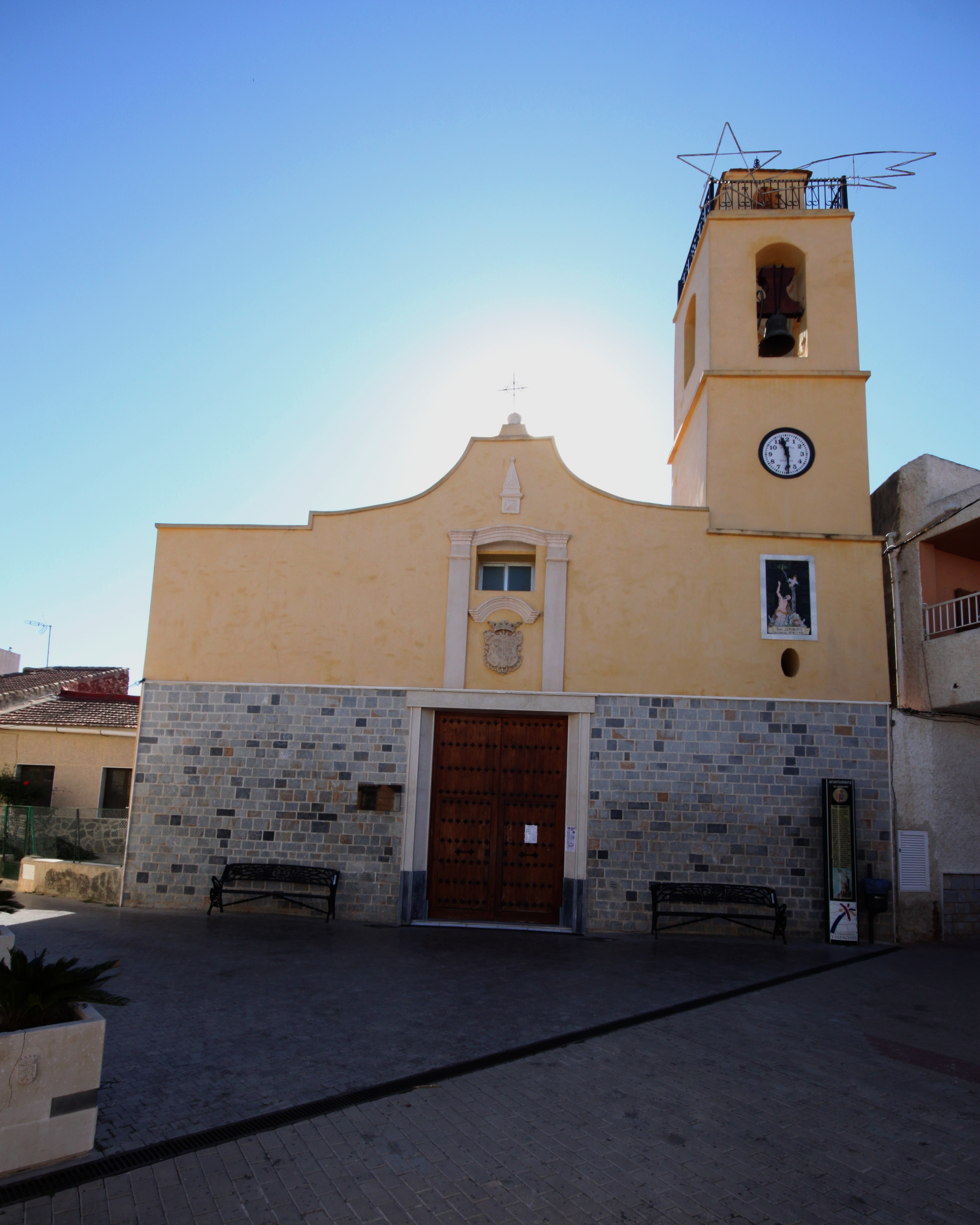
Iglesia de San Jerónimo

## Fiestas locales
Las Fiestas Patronales se celebran en honor de san Jerónimo a finales de septiembre y la Virgen del Rosario principios de octubre.
La patrona de Benferri es la Virgen del Rosario y su patrón es San Jerónimo, celebrándose las fiestas la tercera semana de agosto y el día 30 de septiembre respectivamente. Antes de la celebración de las fiestas patronales tiene lugar la elección de las Reinas de las fiestas.
Además el día 3 de mayo se celebra la romería del Día de la Cruz, festividad en la que se realiza una comida vecinal.
Cuando llega la festividad de la Virgen del Rosario ( 7 de octubre), los Auroros realizan un recorrido nocturno por las calles y plazas del pueblo, en octubre, entonando cánticos que se han trasmitido por tradición oral de generación en generación desde la Edad Media. La salida de la comitiva tiene lugar en silencio desde la puerta de la iglesia parroquial a las 6.00 de la mañana, acompañados por farolillos, campanillas y tambores siguiendo el estandarte del Rosario. El recorrido suele ser siempre el mismo y durante éste se hacen una serie de paradas en determinados puntos, y es entonces cuando se rompe el silencio con la entonación de cánticos religiosos. La madrugada festiva se cierra con una chocolatada.